# Trichoniscus ruffoi
Trichoniscus ruffoi là một loài chân đều trong họ Trichoniscidae. Loài này được Arcangeli miêu tả khoa học năm 1953.